# Datevermaak
Datevermaak was een podcast over onlinedating, gemaakt door Lisa Mosmans, Timo Harmelink en Lieke Malcorps en geproduceerd door Dag en Nacht Media van midden 2019 tot februari 2021.

## Achtergrond en inhoud
In deze praatpodcast schetsten drie jonge Amsterdammers hun beeld van het hedendaagse daten, door hen ook wel de "liefdesjungle" genoemd. De naam is een woordspeling op “leedvermaak”. Het concept ontstond in 2019 uit de datingvragen waarmee de drie vrienden zelf worstelden; ze waren op dat moment alle drie op zoek naar een mannelijke partner. Soms schoven er gasten aan. Lisa Mosmans kwam net uit een relatie van acht jaar en ontdekte hoezeer het datelandschap was veranderd, met nieuwe ongeschreven regels. Samen met Lieke Malcorps, die werkzaam was bij Dag en Nacht Media, ontwikkelde ze het idee. Timo Harmelink kwam erbij vanwege zijn uitgebreide date-ervaring. Nieuwe afleveringen verschenen eens in de twee weken en duurden tussen de 45 en 60 minuten.
Aanvankelijk draaide de podcast, onder de slogan "Wij slaan de flaters, zodat jij dat niet meer hoeft te doen", vooral om de vraag of je kunt ‘leren daten’. Daarnaast overwogen de makers een periode zonder datingapps te daten, om het verschil te onderzoeken. Toen de coronacrisis in Nederland uitbrak, kwam daar de dimensie van daten tijdens lockdowns bij. In elke aflevering ging een van de drie hosts daadwerkelijk op date met iemand van een datingapp. Met voicememo's voor, tijdens en na de afspraak brachten ze de spanning van een eerste ontmoeting over. De andere twee evalueerden de date achteraf en stelden vragen over het verloop. Ook kwamen typische begrippen zoals ‘kwarrel’ (kwaliteitsscharrel), ‘ghosten’ of ‘orbiten’ aan bod.
De podcast werd gefinancierd met advertenties, sponsoring en door middel van het lidmaatschapsplatform Vriend van de show. Aanvankelijk werd aangekondigd dat de show zou eindigen zodra drie ‘kwaliteitsscharrels’ gepromoveerd waren tot echte relaties. Eind 2020 was dat het geval. Vervolgens werden drie andere personen gevonden die bereid waren hun ervaringen te delen. Harmelink had zelf niet als doel een vaste partner te vinden, maar zag het wel als een gelukkige uitkomst. Volgens Mosmans kon daten onder coronaomstandigheden ook voordelen biedden: „We moesten allemaal even wat rustiger aan doen, en videobellen is sowieso heel ongemakkelijk. Als je je daar met z’n tweeën doorheen slaat, is dat al heel goed.” Uiteindelijk stopte de show in februari 2021.

## Ontvangst
In 2020 had de podcast meer dan een miljoen luisteraars en gold het als een van de populairste in Nederland. Met drie andere titels was Datevermaak genomineerd voor de Dutch Podcast Award in de categorie “Lifestyle, maatschappij en gezondheid”, maar won deze niet.
In het radioprogramma Parel Radio, dat draait om onderscheidende audioproducties, werd de verhalende kracht van Datevermaak geroemd. Presentatrice Stef Visjager zag het als „een reis naar een andere, onbekende wereld”, terwijl haar collega’s van in de 20 het juist een feest van herkenning vonden. Visjager wilde heel graag weten of Timo, Lisa en Lieke uiteindelijk de liefde zouden vinden.
In een recensie voor de Volkskrant omschreef Gidi Heesakkers het trio als soms chaotisch, maar ook vrijgevig met details en overpeinzingen. Mischa Blok schreef dat Datevermaak voelt als aanschuiven bij drie vrienden: opvallend openhartig en herkenbaar voor de huidige daters, en informatief voor wie de datingfase al achter zich heeft. Gudo Tienhooven schreef in zijn recensie voor Het Parool dat de podcast zich onderscheidt door de openhartige, vaak schaamteloze, maar nooit te melige aanpak van de hosts. En volgens Joey Huisman in de VARAgids bood het „een aanstekelijk kijkje in het vrijgezellenbestaan anno 2019.”